# Dentaspis substriata
Dentaspis substriata är en insektsart som först beskrevs av Robert Newstead 1910.  Dentaspis substriata ingår i släktet Dentaspis och familjen pansarsköldlöss. Inga underarter finns listade i Catalogue of Life.